# Erchless Castle
Erchless Castle ist ein Tower House mit L-förmigem Grundriss in der Nähe des Dorfes Struy in der schottischen Council Area Highland. Die heutige Burg, die um 1600 gebaut wurde, liegt nahe dem Zusammenfluss von Glass und Farrar zum River Beauly.

## Geschichte

### 13. – 19. Jahrhundert
Die Bissetts ließen im 13. Jahrhundert an dieser Stelle ein Gebäude errichten, das im 15. Jahrhundert durch Heirat von Alexander Chisholm mit Margaret, Lady of Erchless, in die Hände des Clan Chisholm gelangte. Es wurde der Sitz des Clans. Das heutige Tower House wurde um 1600 erbaut und 1895 um einen Anbau im Scottish Baronial Style erweitert.

### 20. Jahrhundert
Nach dem Tod des letzten Mitgliedes der direkten Linie der Familie Chisholm übernahmen die Treuhänder der verstorbenen Lady Annie Cecilia Chisholm of Chisholm das Anwesen. In den Jahren 1932 und 1933 war der Gutsverwalter ein gewisser William Macintyre, der in der Sawmill Cottage lebte.
Die Highland News vom 17. April 1937 geben an, das das Anwesen der Chisholms am 10. April 1937 an einen Unbekannten verkauft wurde. Die Ländereien umfassten Erchless Castle und den zugehörigen Wald, die Rehe in den Wäldern von Affric, Fasnakyle, Cozac und Benula, sowie die weiter entfernten Anwesen von Buntait, Kerrow und Rheindown. Der Käufer war die Highland Estates Ltd.
1946 wurde das Anwesen Erchless im Namen von Baron Siegfried Nikolai von Stackelberg und seiner Gattin, Baroness Phyllis von Stackelberg erworben. Das Vermögen zum Kauf des Anwesens stammte vom Vater der Baroness, George Roscoe, einem Miteigentümer der Firma James Roscoe & Sons. Das Anwesen verblieb bis 1963–1964 in den Händen der Treuhänder von George Ruscoe, aber die Valuation Roll für das darauf folgende Jahr benennt als neuen Laird von Erchless Castle die Familie von Sir Lawrence Robson, Gründer der Buchhaltungsfirma Robson Rhodes.
Aber die Treuhänder verkauften nicht das gesamte Anwesen des früheren Erchless Castle: Die Valuation Roll für Kilmorack für 1964–1965 zeigt, dass sie immer noch Teanassie House und den größten Teil von Breakachy besaßen. Baron und Baroness von Stackelberg zogen sich für ihren Ruhestand nach Teanassie House zurück. Auf ihren Grabsteinen steht: „Zum Gedenken an Baron Nicholas Stackelberg von Teanassie House, geliebter Gatte von Phyllis, verstorben am 30. September 1966.“ Phyllis Mary, Baroness von Stackelberg, starb am 21. März 1982.
Nach dem Tod von Sir Lawrence Robson 1982, erbte dessen Sohn, Erik Maurice William Robson die Burg.

### Heute
Historic Scotland hat Erchless Castle als historisches Bauwerk der Kategorie B gelistet. Des Weiteren sind seine Gärten und seine Stallungen als Kategorie-B-Bauwerke klassifiziert. Der Privatfriedhof ist als Kategorie-C-Denkmal geschützt.